# Krnješevci
Krnješevci (Крњешевци) település Szerbiában, a Vajdaságban, a Szerémségi körzetben, Ópazova községben.

## Demográfiai változások
| 1948 | 1953 | 1961 | 1971 | 1981 | 1991 | 2002  |
| ---- | ---- | ---- | ---- | ---- | ---- | ----- |
| 855  | 850  | 820  | 801  | 776  | 781  | 1 025 |